# Rio Fidalgo
Rio Fidalgo är ett periodiskt vattendrag i Brasilien.   Det ligger i delstaten Piauí, i den östra delen av landet, 1 100 km nordost om huvudstaden Brasília.
Omgivningarna runt Rio Fidalgo är huvudsakligen savann. Runt Rio Fidalgo är det mycket glesbefolkat, med 3 invånare per kvadratkilometer.